# Gässtjärnen (Skogs socken, Hälsingland)
Gässtjärnen är en sjö i Söderhamns kommun i Hälsingland och ingår i Skärjåns huvudavrinningsområde.